# کرای آلدمیر
کرای آلدمیر (متولد ۱۹۹۰) یک بازیکن پوکر حرفه ای آلمانی با تبار ترک است که در برلین متولد شده و اکنون ساکن وین، اتریش است. در سال ۲۰۲۱، او برنده رویداد اصلی مسابقات جهانی پوکر به مبلغ ۸.۰۰۰.۰۰۰ دلار شد. 
آلدمیر اولین بار در سال ۲۰۰۶ در خانه یکی از دوستانش پوکر بازی کرد و با این بازی آشنا شد. او با بازی فری رول در پوکر استارز با پوکر آشنا شد و اولین جایزه نقدی خود را در ژانویه ۲۰۱۲ در یک تورنمنت ۲۰۰ یورویی که در برلین برگزار شده بود، ثبت کرد.  

آلدمیر در حالی که در سال ۲۰۱۳ در یک تورنمنت در جمهوری چک بازی می‌کرد، به بازیکن دیگری اجازه داد تا از رایانه خود برای ارسال پول در پوکر استارز استفاده کند و حسابش برای چهار سال آینده در سایت قفل شود. او بعد از این اتفاق به وین نقل مکان کرد تا در رشته روانشناسی در دانشگاه تحصیل کند. 
در رویداد اصلی سال ۲۰۲۱، آلدمیر میز نهایی را با برتری چیپ آغاز کرد و به مصاف جورج هلمز رفت.  در دست ۲۲۳ جدول نهایی، هولمز با دست K♣ Q♠، روی تخته 10♥ 7♠ 2♥ K♠ 9♣، و آلدمیر با 10♦ 7♦ با وجود داشتن دست برتر الدمیر ال‌این داد (اصطلاح برای به کار بردن تمام موجودی) و برنده رویداد اصلی شد. 

این پیروزی باعث شد او از ۲۰ میلیون دلار درآمد حرفه ای خود عبور کند و به رتبه چهارم در لیست تمام دوران آلمان برسد.

## دستبندهای سری مسابقات جهانی پوکر
| سال  | تورنمنت                                | جایزه (دلار$) |
| ---- | -------------------------------------- | ------------- |
| ۲۰۲۱ | $۱۰.۰۰۰ رویداد اصلی بدون محدودیت هولدم | $۸.۰۰۰.۰۰۰    |